# Communauté d’agglomération de l’Espace Sud de la Martinique
Die Communauté d’agglomération de l’Espace Sud de la Martinique ist ein Gemeindeverband mit der Rechtsform einer Communauté d’agglomération im französischen Überseedépartement Martinique. Sie wurde am 29. Dezember 2004 gegründet und umfasst zwölf Gemeinden. Der Sitz befindet sich in Sainte-Luce.

## Mitgliedsgemeinden
| Gemeinde                                                    | Einwohner 1. Januar 2022 | Fläche km² | Dichte Einw./km² | Code INSEE | Postleitzahl |
| ----------------------------------------------------------- | ------------------------ | ---------- | ---------------- | ---------- | ------------ |
| Ducos                                                       | 17.837                   | 37,69      | 473              | 97207      | 97224        |
| Le Diamant                                                  | 5.924                    | 27,34      | 217              | 97206      | 97223        |
| Le François                                                 | 15.858                   | 53,93      | 294              | 97210      | 97240        |
| Le Marin                                                    | 8.526                    | 31,54      | 270              | 97217      | 97290        |
| Le Vauclin                                                  | 8.481                    | 39,06      | 217              | 97232      | 97280        |
| Les Anses-d’Arlet                                           | 3.874                    | 25,92      | 149              | 97202      | 97217        |
| Les Trois-Îlets                                             | 6.735                    | 28,60      | 235              | 97231      | 97229        |
| Rivière-Pilote                                              | 11.797                   | 35,78      | 330              | 97220      | 97211        |
| Rivière-Salée                                               | 11.818                   | 39,38      | 300              | 97221      | 97215        |
| Sainte-Anne                                                 | 4.491                    | 38,42      | 117              | 97226      | 97227        |
| Saint-Esprit                                                | 10.422                   | 23,46      | 444              | 97223      | 97270        |
| Sainte-Luce                                                 | 9.275                    | 28,02      | 331              | 97227      | 97228        |
| Communauté d'agglomération de l'Espace Sud de la Martinique | 115.038                  | 409,14     | 281              | –          | –            |